# Archipiélago Juan Fernández
El archipiélago Juan Fernández es un conjunto de islas ubicado en el Pacífico Sur, a más de 670 km  al oeste de las costas de   América del Sur. Lo componen las islas Robinson Crusoe (conocida hasta 1966 como Más a Tierra), Alejandro Selkirk (conocida hasta 1966 como Más Afuera), el islote Santa Clara e islotes menores. El archipiélago forma parte del territorio de Chile y administrativamente pertenece a la provincia y Región de Valparaíso. Las Islas son famosas por haber servido como inspiración para la novela Robinson Crusoe, escrita por el inglés Daniel Defoe.
La isla Robinson Crusoe, como parte del archipiélago Juan Fernández, es el primer parque nacional de Chile, declarado como tal por el Ministerio de Tierras y Colonización de Chile en 1935, y desde 1977 es también Reserva de la biósfera por declaración de la UNESCO. En el parque nacional Archipiélago de Juan Fernández existe una gran cantidad de especies endémicas (flora y fauna), lo que suscita un gran interés científico a nivel mundial; muchas de estas especies están bajo amenaza de extinción. Algunas de estas especies son el picaflor rojo de Juan Fernández, el lobo marino de Juan Fernández, algunas especies de col, como la Dendroseris litoralis, y de helechos.

## Ubicación

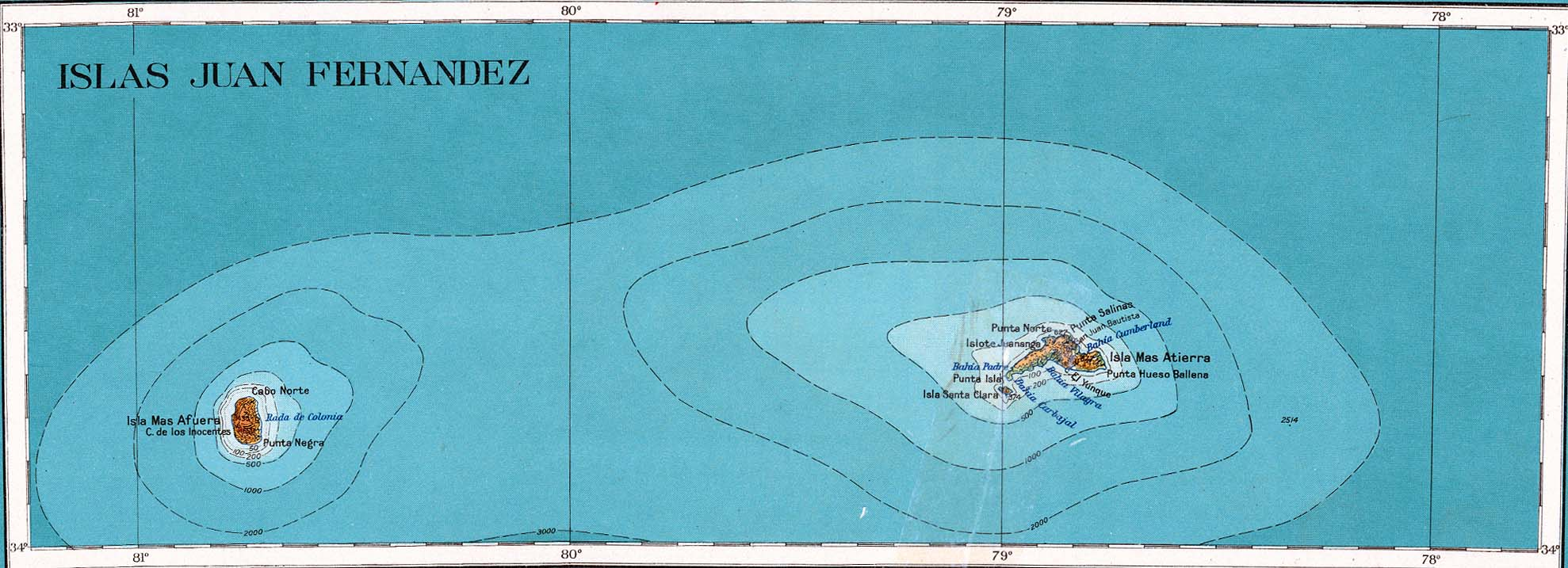
Mapa del archipiélago del año 1927. A la izquierda la isla Alejandro Selkirk cuando se llamaba "isla Más Afuera", y a la derecha la isla Robinson Crusoe cuando se llamaba "isla Más aTierra" y el islote Santa Clara.

Está ubicado frente a la costa chilena, a la misma latitud del puerto de San Antonio (ubicado a más de 670 km), aunque su punto más cercano con el continente está en Loanco, provincia de Cauquenes, donde la distancia es exactamente de 600 km.

## Geografía

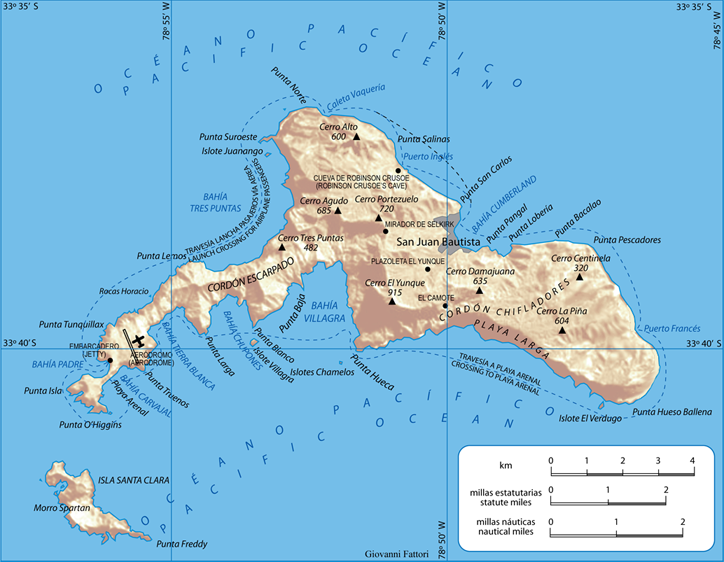
Isla Robinson Crusoe.

Su origen geológico es volcánico y –relativamente– reciente: las rocas tienen una antigüedad de entre 1 millón y 2 millones de años. El clima es subtropical. Las tres principales islas tienen en total una superficie de 99,67 km². El archipiélago está ubicado entre la latitud 33°36′ y 33°46′ S y longitud 80°47′ y 78°47′ O. 
Administrativamente conforma la comuna de Juan Fernández, perteneciente a la provincia y Región de Valparaíso de Chile. Sin embargo, una reforma constitucional efectuada en 2007 estableció al archipiélago como un "territorio especial", de manera que su gobierno y administración será regido por un estatuto especial, contemplado en la ley orgánica constitucional respectiva, por dictarse.
Forma parte del llamado Chile insular. Al archipiélago se accede por vía aérea (2-3 horas) y marítima (24-72 horas).

### Las islas

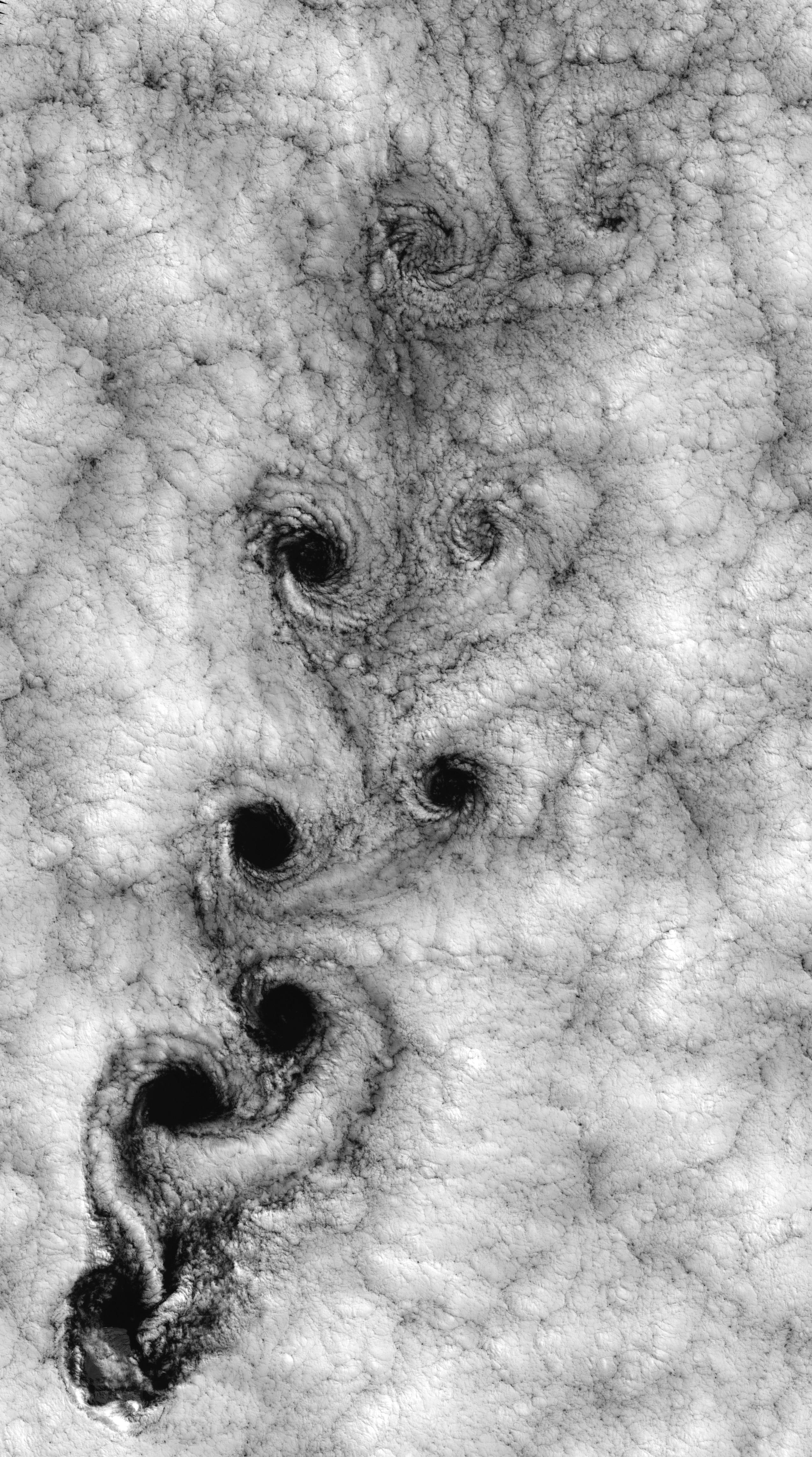
Imagen del satélite Landsat 7 de las Islas Juan Fernández del 15 de septiembre de 1999, muestra el patrón único de nubes conocido como "calle de vórtices de Von Kármán" causado por la interacción de los vientos con las montañas de las islas.

En 1966 los nombres de las dos principales islas y las únicas pobladas del archipiélago se modificaron: Más a Tierra por Robinson Crusoe y Más Afuera por Alejandro Selkirk.
- La isla Robinson Crusoe, ubicada en 33°38′42.50″S 78°49′23.48″O / -33.6451389, -78.8231889, tiene una superficie de 47,9 km².[1]

Los habitantes de la isla son descendientes de colonos españoles, e inmigrantes alemanes, franceses y suizos, dando forma a la actual comunidad isleña.
La población del archipiélago, según el censo de 2002, es de 630 habitantes, mayormente concentrada en el poblado de San Juan Bautista, en la Bahía Cumberland, fundado en 1877 por el barón suizo Alfred Von Rodt, a quien se le otorgó una autorización para explotar los recursos naturales de la isla.
La principal actividad económica es la pesca de la langosta marina (Jasus frontalis).
Su población está disminuyendo; principalmente porque los jóvenes emigran al continente (Chile) para obtener mejores oportunidades —en la isla no existe una institución para el estudio, solo consta con una escuela de enseñanza media— y una vida menos aislada.
- La isla Alejandro Selkirk, ubicada en 33°45′48.72″S 80°45′25.33″O / -33.7635333, -80.7570361, tiene una superficie de 49,5 km². Destaca el cerro de los Inocentes con una altura de 1650 metros sobre el nivel del mar.[1] Isla en donde algunos pescadores habitan en ella en la temporada de pesca de la langosta, que es del 1 de octubre al 1 de mayo.
- La isla Santa Clara ubicada en 33°42′8.26″S 78°56′40.56″O / -33.7022944, -78.9446000, tiene una superficie de 2,2 km².[1] Está situada a 1,5 km de la isla Robinson Crusoe.

## Historia

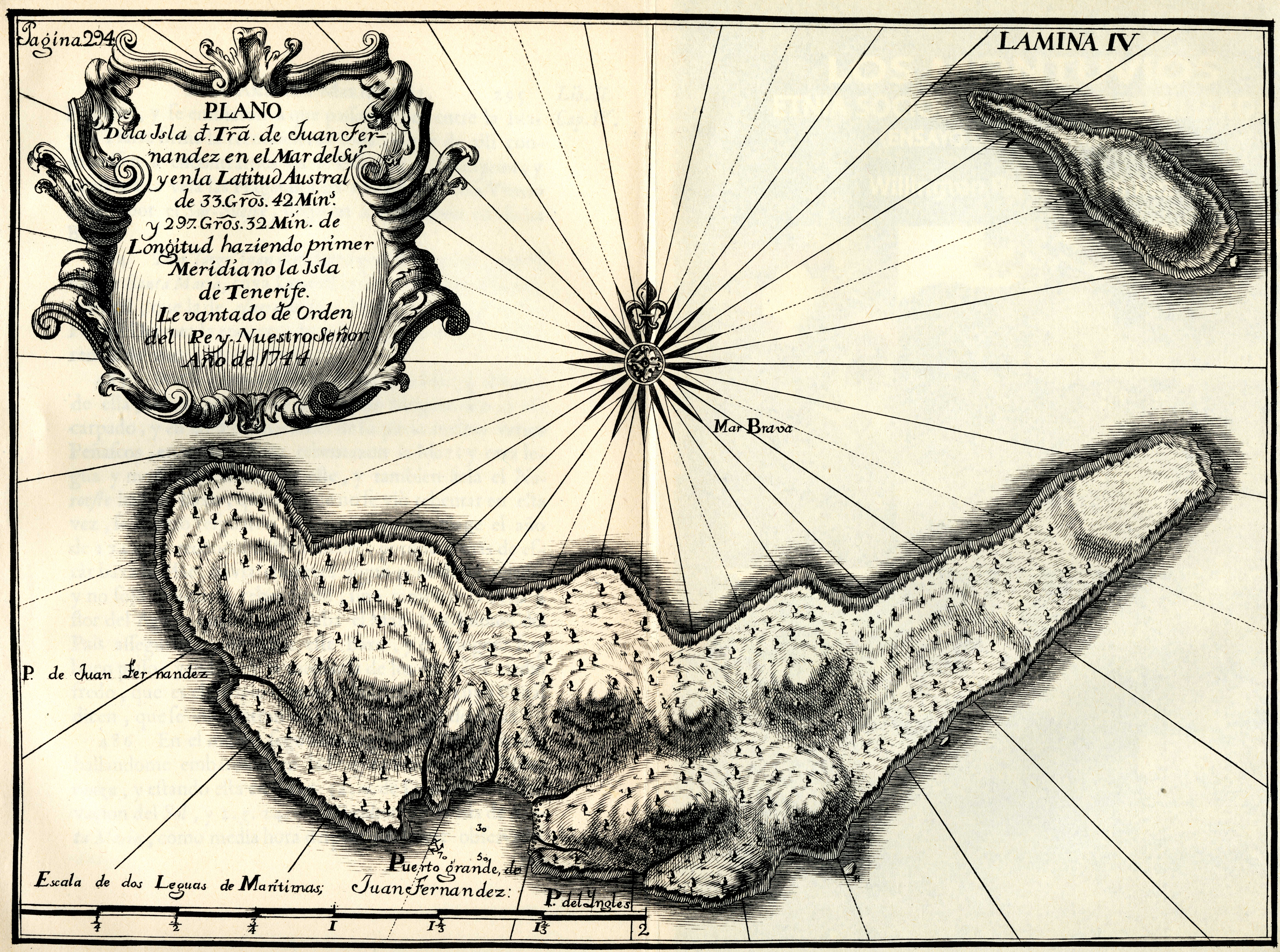
Plano del año 1744 que muestra el Archipiélago, publicado en la Relación histórica del viaje a la América meridional, Tomo II, de Jorge Juan y Antonio de Ulloa.

El archipiélago fue descubierto por el marino español Juan Fernández, probablemente entre 1563 y 1574. Oficialmente se da como fecha de su descubrimiento el 22 de noviembre de 1574. 
Una de las principales razones, además de las clásicas de exploración de la época, por la que Juan Fernández llegó hasta ese lugar, es porque buscaba una forma de evitar la corriente de Humboldt. Su plan era alejarse de la costa que es por donde pensaba (acertadamente) que la corriente era más fuerte, navegar hacia el sur con menor resistencia, y luego navegar de vuelta hacia el este sin tener que enfrentar la corriente de frente. Dicha búsqueda se vio forzada a hacerla pues la corriente en cuestión, hacía el viaje hacia el sur del continente sudamericano por la costa del océano Pacífico, una travesía extremadamente lenta, ya que los barcos debían navegar a contra corriente.
En los siglos XVII y XVIII fue usado como guarida de piratas y corsarios. En 1749 fue construido por los españoles el Fuerte Santa Bárbara en la isla Más a Tierra (Robinson Crusoe), como protección contra los piratas y corsarios. Fue reconstruido en 1974 y declarado Monumento Histórico en 1979. En su momento estaba protegido por seis fortines artillados.

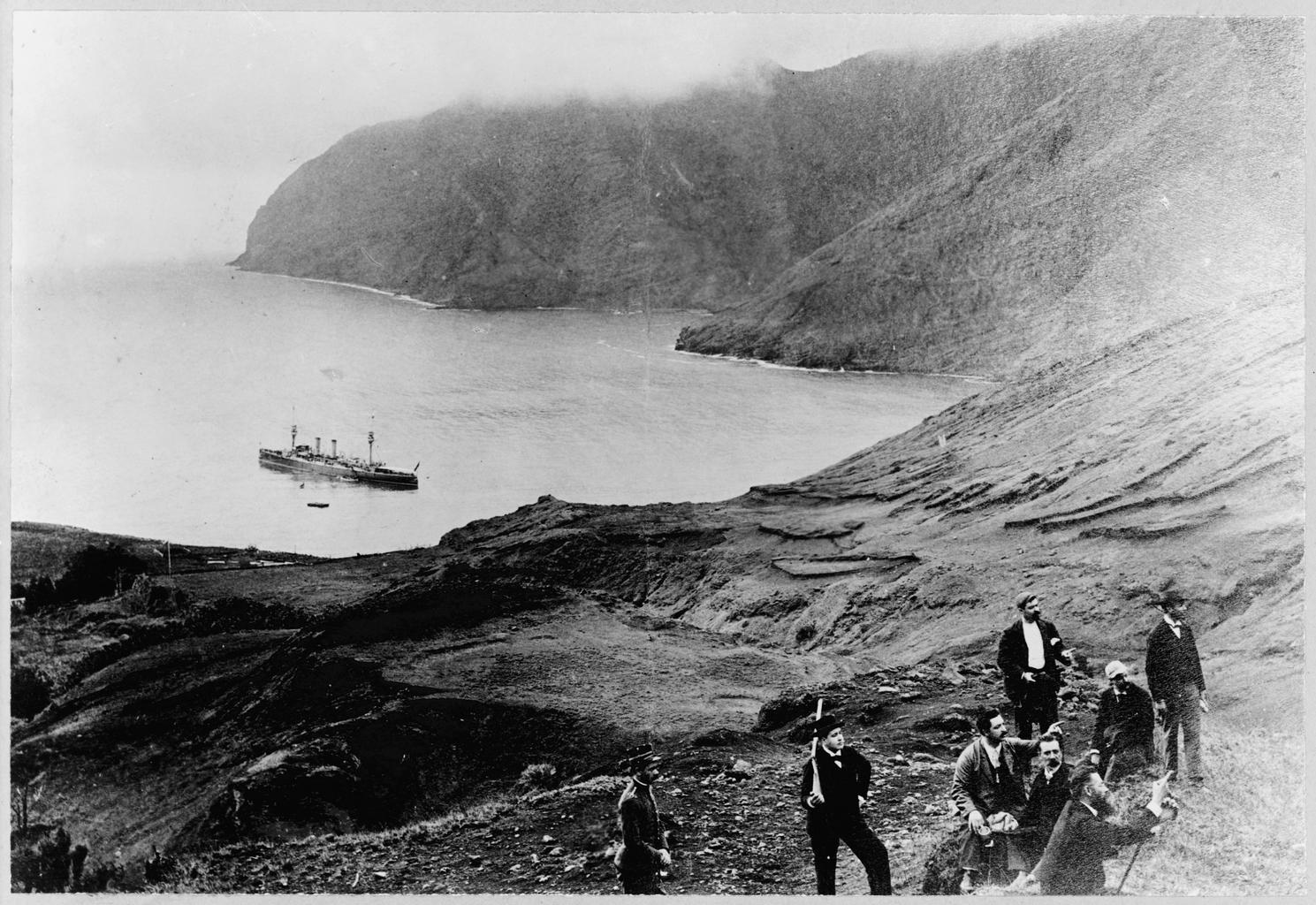
La isla Robinson Crusoe, tal como se la veía a finales del siglo XIX o principios del XX. El barco que se encuentra en la bahía de Cumberland es el crucero Esmeralda.

Después del desastre de Rancagua (1814), durante las luchas por la Independencia, la isla sirvió de prisión hasta 1817 para los patriotas Juan Egaña y otros, quienes tuvieron que vivir en la llamada cueva de los Patriotas (Monumento Histórico en 1979). En 1832, el archipiélago fue visitado por Claudio Gay. Durante el gobierno de Carlos Ibáñez del Campo (1927-1931), la isla Robinson Crusoe fue usada como prisión para reos comunes y políticos.

### Primera Guerra Mundial

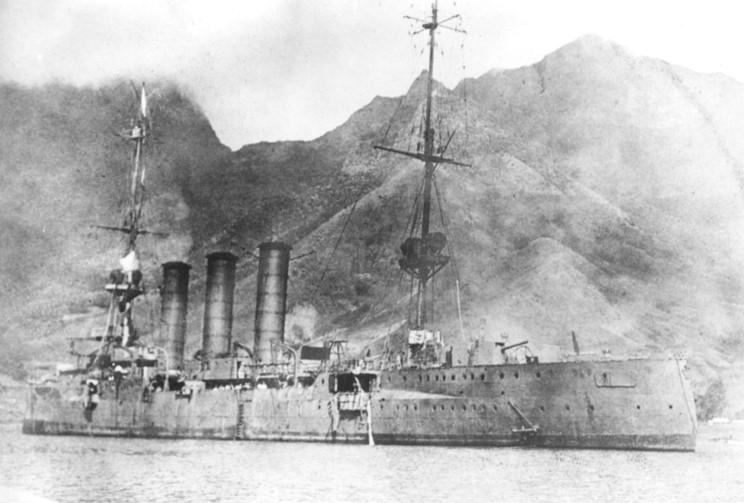
El crucero protegido alemán SMS Dresden en marzo de 1915, poco antes de su hundimiento en la bahía de Cumberland

En 1915, durante la Primera Guerra Mundial, el crucero protegido alemán SMS Dresden fue dinamitado por su propia tripulación en la bahía Cumberland, tras esconderse durante meses en el fiordo Quintupeu y ser perseguido y atacado por los buques ingleses HMS Cornwall HMS Glasgow y HMS Kent. Fue declarado Monumento Histórico en 1985. Se encuentra hundido a 65 metros de profundidad. 
En el cementerio de San Juan Bautista (Chile) están enterrados los restos de algunos miembros de su tripulación. El más famoso de sus tripulantes fue el Teniente Wilhelm Canaris, que sería Jefe de la Contrainteligencia alemana (Abwehr), en la Segunda Guerra Mundial. La novela Señales del Dresden detalla puntillosamente la dramática huida del  SMS Dresden que terminó en la costa de este archipiélago. 
La zona de Plazoleta El Yunque fue el lugar que escogió el marinero alemán Hugo Weber Fachinger como hogar durante la década de 1930. Él había naufragado antes frente a bahía Cumberland en el SMS Dresden durante la Primera Guerra Mundial. Fue bautizado cariñosamente como el Robinson alemán por la comunidad de San Juan Bautista (Chile) y se convirtió en el primer guardaparques insular de Chile. Escribió el libro Signalmaat Weber, publicado en Alemania, donde dio cuenta de su aventura robinsoniana. 
Durante la Segunda Guerra Mundial, el marinero fue acusado de actuar como espía y de informar a la organización nazi acerca de la circulación de barcos por el océano Pacífico a través de su radiotransmisor. Ante el repudio de la población de la isla, del gobierno de Chile y la investigación de actividades nazistas en Chile, él y su esposa escaparon de Más a Tierra. Una película que se hizo sobre él (Ein Robinson) durante su estadía en la isla fue considerada propaganda nazi y proscrita. Lo mismo ocurrió con su libro en Alemania. La novela Un Robinson, de Martín Pérez Ibarra, narra su vida en Más a Tierra.

### Parque nacional

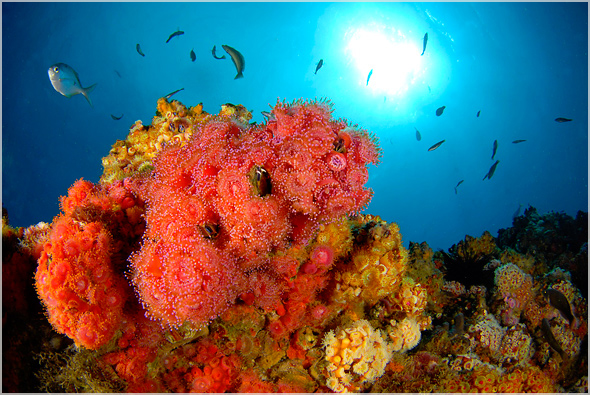
Corales y peces en los arrecifes del parque nacional Archipiélago de Juan Fernández

En 1935 las tres principales islas del archipiélago fueron declaradas parque nacional Archipiélago de Juan Fernández con una extensión de aproximadamente 9.967 hectáreas, y declarado en 1977 Reserva Mundial de la Biosfera por la Unesco.

### Comuna
Una comuna de nombre homónimo se fundó en estos archipiélagos el 5 de junio de 1980 a través del DFL 1-2868.

### Tesoro
En 2005 la isla Juan Fernández fue noticia internacional debido al anuncio de que el robot georradar TR araña, bautizado como Arturito por la prensa, habría encontrado el tesoro de Juan Fernández, supuestamente enterrado alrededor de 1715 por el navegante español Juan Esteban Ubilla Echeverría, y luego desenterrado y vuelto a enterrar por el marino inglés Cornelius Webb y que consistiría en unos 600 barriles con monedas de oro, lo que en dinero actual podría equivaler a unos 10 000 millones de dólares.
El presunto hallazgo dio la vuelta al mundo y apareció publicado en diarios, blogs y sitios web de Estados Unidos, Europa y Asia.
Los representantes de la empresa de seguridad Wagner, propietaria del artefacto, sostuvieron negociaciones con autoridades locales y regionales encabezadas por el intendente Luis Guastavino para coordinar la extracción del tesoro, pero el proyecto se dilató y finalmente quedó en nada, después de que científicos y diversos artículos en la prensa pusieron en duda la confiabilidad del georradar. El tesoro, de ser hallado, contendría entre otras cosas, doce anillos papales, la Llave del Muro de las Lamentaciones, una de las joyas más famosas de la historia, conocida como la Rosa de los Vientos, e incluso se cuenta que también habría parte de los tesoros del Imperio inca; así, la leyenda cuenta que allí estaría enterrado el collar de la mujer de Atahualpa.

### Tsunami de 2010
En la madrugada del 27 de febrero de 2010, a las 03:34, hora local, UTC-3 un terremoto de 8.8 grados de magnitud sacudió la zona centro sur de Chile.
El sismo, que como tal pasó inadvertido en el archipiélago, desencadenó un tsunami que llegó a Juan Fernández con olas de hasta 15 metros de altura, las que destruyeron las poblaciones de este archipiélago. En Juan Fernández, las víctimas fatales del tsunami fueron de 10 muertos y 6 desaparecidos. Deficiencias en los sistemas de alarma y advertencia de la zona, como asimismo errores institucionales que aún se investigan ocasionaron que la población de Juan Fernández no fuese advertida oportunamente para ponerse a salvo de la devastadora catástrofe que provocó la entrada del mar en una extensión de más de tres kilómetros.

### Tragedia aérea de 2011

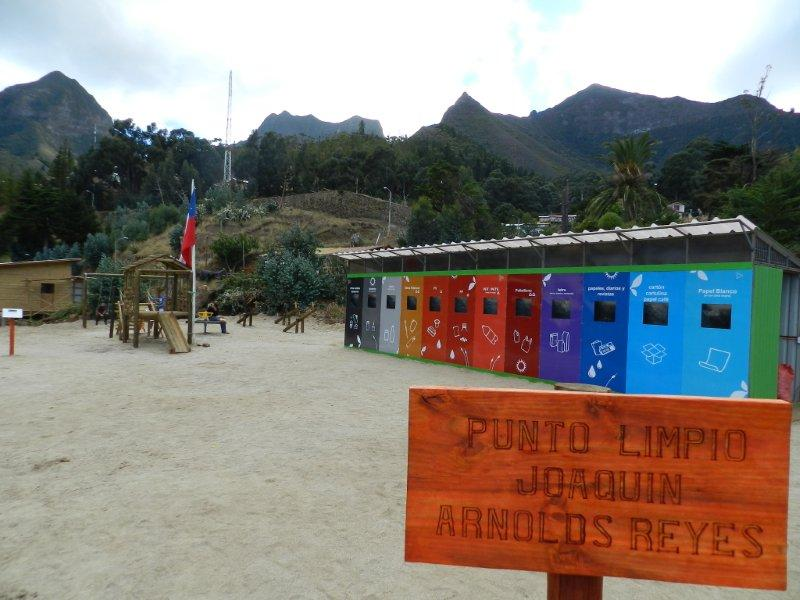
Punto Limpio TriCiclos "Joaquín Arnolds Reyes"

El 2 de septiembre de 2011, un avión militar CASA C-212 Aviocar de la Fuerza Aérea de Chile (FACh) se estrelló después de un intento de aterrizaje fallido en el Aeródromo de Juan Fernández (isla Robinson Crusoe). Los 18 pasajeros y 3 tripulantes de la aeronave formaban parte de un equipo de profesionales que se dirigían al archipiélago con el objetivo de colaborar con la reconstrucción tras el tsunami de 2010. Por desgracia, todos fallecieron cuando el avión impactó en el mar por razones aún no establecidas. Entre los fallecidos se encuentran miembros de un equipo periodístico de Televisión Nacional de Chile, incluyendo al conductor del programa Buenos días a todos, Felipe Camiroaga y el periodista Roberto Bruce, miembros del grupo de reconstrucción "Desafío Levantemos Chile", encabezado por Felipe Cubillos, funcionarias del Consejo Nacional de la Cultura y las Artes y personal de la Fuerza Aérea de Chile.
Luego de 5 días del accidente, solo se habían podido recuperar 4 cuerpos y algunos restos (extremidades) e identificar a 6 personas, pero se desconocía el paradero del resto de las víctimas. El 9 de septiembre, se encontraron otros 5 cuerpos (restos humanos), entre ellos, el animador Felipe Camiroaga y el empresario y filántropo Felipe Cubillos. Para el 18 de enero el Gobierno informa que se ha identificado el cuerpo de Romina Irarrázabal, víctima también. A la fecha solo falta encontrar los restos de cuatro fallecidos más.
En dicho accidente murió también Joaquín Arnolds Reyes, en cuyo nombre fue inaugurado el primer Punto Limpio insular de Chile, el día 12 de marzo de 2012, gracias al trabajo conjunto de Desafío Levantemos Chile y TriCiclos, empresa de sustentabilidad de la cual Joaquín fue socio fundador.

## Arrecife de Juan Fernández

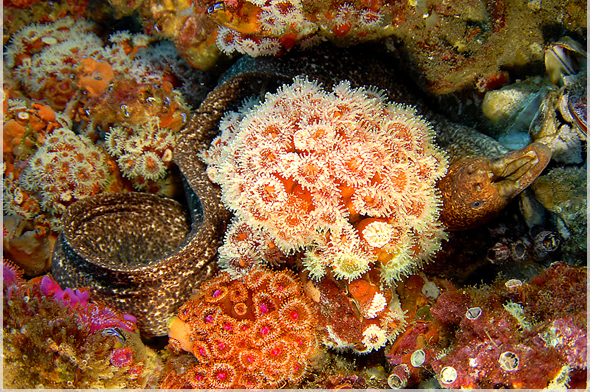
Corales y morena en Juan Fernández.

Aunque Chile no es muy conocido por sus arrecifes y corales, en ciertas zonas existen; una de ellas es el archipiélago, y en mayor abundancia en la isla de Robinson Crusoe, donde se ubican grandes espacios submarinos que van desde los 4 a 25 mbnm, los que contienen una gran variedad de peces, corales, moluscos, entre otros que no se han registrado. No existe un catastro de las especies, lo que quizá ha contribuido a su preservación y existencia casi virgen.

### Flora y fauna
En los últimos años el trabajo de un fotógrafo chileno Eduardo Sorensen en la isla ha tenido frutos, generándose un proyecto integrado por el mismo y Fernando Luchsinger, para demostrar y fotografiar la rica flora y fauna marina de Chile, porque el mar chileno no es gris como se cree.

## Clima

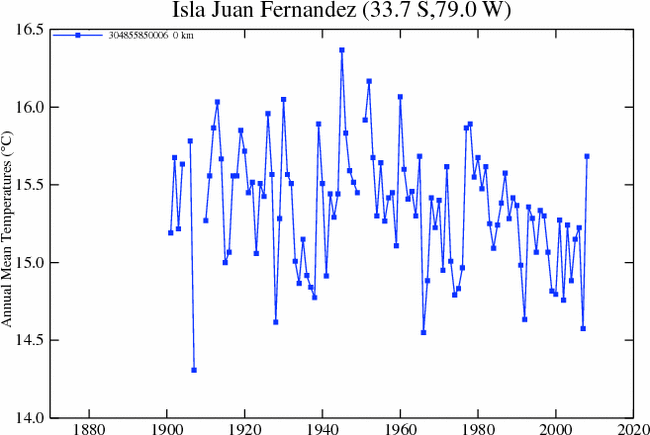
Termografía promedio del aire en casilla meteorológica, 1901 a 2008 (NASA).

Su clima es subtropical  con una elevada humedad ambiental, siendo de 15,7 °C el promedio anual de temperatura. La precipitación media anual llega a los 1092,8 mm; las lluvias decrecen entre octubre y febrero.
Su estación meteorológica no está siendo afectada por la mancha térmica de la urbe, como sí ocurre en la inmensa mayoría de las estaciones meteorológicas cercanas a grandes poblaciones.
| Parámetros climáticos promedio de Archipiélago Juan Fernández (1981-2010, extremas 1958-presente) | Parámetros climáticos promedio de Archipiélago Juan Fernández (1981-2010, extremas 1958-presente) | Parámetros climáticos promedio de Archipiélago Juan Fernández (1981-2010, extremas 1958-presente) | Parámetros climáticos promedio de Archipiélago Juan Fernández (1981-2010, extremas 1958-presente) | Parámetros climáticos promedio de Archipiélago Juan Fernández (1981-2010, extremas 1958-presente) | Parámetros climáticos promedio de Archipiélago Juan Fernández (1981-2010, extremas 1958-presente) | Parámetros climáticos promedio de Archipiélago Juan Fernández (1981-2010, extremas 1958-presente) | Parámetros climáticos promedio de Archipiélago Juan Fernández (1981-2010, extremas 1958-presente) | Parámetros climáticos promedio de Archipiélago Juan Fernández (1981-2010, extremas 1958-presente) | Parámetros climáticos promedio de Archipiélago Juan Fernández (1981-2010, extremas 1958-presente) | Parámetros climáticos promedio de Archipiélago Juan Fernández (1981-2010, extremas 1958-presente) | Parámetros climáticos promedio de Archipiélago Juan Fernández (1981-2010, extremas 1958-presente) | Parámetros climáticos promedio de Archipiélago Juan Fernández (1981-2010, extremas 1958-presente) | Parámetros climáticos promedio de Archipiélago Juan Fernández (1981-2010, extremas 1958-presente) |
| Mes                                                                                               | Ene.                                                                                              | Feb.                                                                                              | Mar.                                                                                              | Abr.                                                                                              | May.                                                                                              | Jun.                                                                                              | Jul.                                                                                              | Ago.                                                                                              | Sep.                                                                                              | Oct.                                                                                              | Nov.                                                                                              | Dic.                                                                                              | Anual                                                                                             |
| ------------------------------------------------------------------------------------------------- | ------------------------------------------------------------------------------------------------- | ------------------------------------------------------------------------------------------------- | ------------------------------------------------------------------------------------------------- | ------------------------------------------------------------------------------------------------- | ------------------------------------------------------------------------------------------------- | ------------------------------------------------------------------------------------------------- | ------------------------------------------------------------------------------------------------- | ------------------------------------------------------------------------------------------------- | ------------------------------------------------------------------------------------------------- | ------------------------------------------------------------------------------------------------- | ------------------------------------------------------------------------------------------------- | ------------------------------------------------------------------------------------------------- | ------------------------------------------------------------------------------------------------- |
| Temp. máx. abs. (°C)                                                                              | 28.8                                                                                              | 27.8                                                                                              | 27.0                                                                                              | 26.0                                                                                              | 24.8                                                                                              | 22.2                                                                                              | 22.6                                                                                              | 24.4                                                                                              | 21.8                                                                                              | 23.5                                                                                              | 25.2                                                                                              | 26.9                                                                                              | 28.8                                                                                              |
| Temp. máx. media (°C)                                                                             | 25.2                                                                                              | 23.1                                                                                              | 21.1                                                                                              | 19.3                                                                                              | 17.6                                                                                              | 16.2                                                                                              | 15.0                                                                                              | 14.8                                                                                              | 16.0                                                                                              | 17.0                                                                                              | 19.6                                                                                              | 20.8                                                                                              | 18.5                                                                                              |
| Temp. media (°C)                                                                                  | 22.1                                                                                              | 20.3                                                                                              | 18.1                                                                                              | 16.5                                                                                              | 15.0                                                                                              | 13.6                                                                                              | 12.5                                                                                              | 12.2                                                                                              | 13.3                                                                                              | 15.3                                                                                              | 17.1                                                                                              | 20.2                                                                                              | 15.7                                                                                              |
| Temp. mín. media (°C)                                                                             | 19.1                                                                                              | 17.6                                                                                              | 16.1                                                                                              | 14.6                                                                                              | 13.1                                                                                              | 11.8                                                                                              | 10.8                                                                                              | 10.4                                                                                              | 10.4                                                                                              | 11.3                                                                                              | 12.7                                                                                              | 15.7                                                                                              | 13.6                                                                                              |
| Temp. mín. abs. (°C)                                                                              | 10.6                                                                                              | 9.3                                                                                               | 7.1                                                                                               | 4.2                                                                                               | 4.6                                                                                               | 4.8                                                                                               | 5.0                                                                                               | 3.0                                                                                               | 5.0                                                                                               | 6.2                                                                                               | 7.3                                                                                               | 9.2                                                                                               | 3.0                                                                                               |
| Precipitación total (mm)                                                                          | 42.5                                                                                              | 44.5                                                                                              | 60.3                                                                                              | 91.1                                                                                              | 160.8                                                                                             | 180.1                                                                                             | 160.2                                                                                             | 126.3                                                                                             | 87.7                                                                                              | 54.1                                                                                              | 45.1                                                                                              | 40.1                                                                                              | 1092.8                                                                                            |
| Días de precipitaciones (≥ 0.1 mm)                                                                | 11                                                                                                | 10                                                                                                | 13                                                                                                | 15                                                                                                | 21                                                                                                | 23                                                                                                | 21                                                                                                | 19                                                                                                | 16                                                                                                | 14                                                                                                | 10                                                                                                | 10                                                                                                | 183                                                                                               |
| Horas de sol                                                                                      | 248.0                                                                                             | 209.1                                                                                             | 158.1                                                                                             | 123.0                                                                                             | 108.5                                                                                             | 99.0                                                                                              | 93.0                                                                                              | 105.4                                                                                             | 147.0                                                                                             | 204.6                                                                                             | 249.0                                                                                             | 260.4                                                                                             | 2005.1                                                                                            |
| Humedad relativa (%)                                                                              | 73                                                                                                | 73                                                                                                | 73                                                                                                | 77                                                                                                | 78                                                                                                | 78                                                                                                | 79                                                                                                | 77                                                                                                | 77                                                                                                | 76                                                                                                | 74                                                                                                | 73                                                                                                | 76                                                                                                |
| Fuente: Dirección Meteorológica de Chile                                                          |                                                                                                   |                                                                                                   |                                                                                                   |                                                                                                   |                                                                                                   |                                                                                                   |                                                                                                   |                                                                                                   |                                                                                                   |                                                                                                   |                                                                                                   |                                                                                                   |                                                                                                   |

## Fauna

### Aves

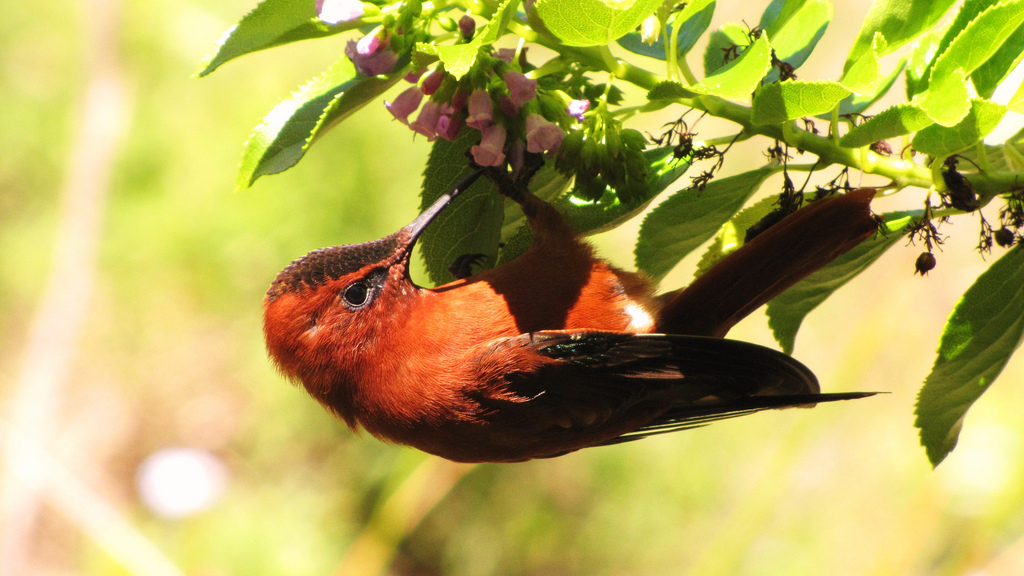
Picaflor rojo de Juan Fernández.

- Blindado (Geranoaetus polyosoma exsul): subespecie de ave rapaz endémica de la isla Alejandro Selkirk, algunas veces tratada como una especie diferente del aguilucho. Se alimenta de mamíferos introducidos, fardelas y carroña.
- Cachudito de Juan Fernández (Anairetes fernandezianus): Ave endémica de la isla Robinson Crusoe, habita en bosques y está amenazada por las especies invasoras.
- Cernícalo de Juan Fernández (Falco sparverius fernandensis): ave rapaz que se alimenta de palomas comunes que viven en los acantilados, ratones y conejos.
- Churrete de Masafuera (Cinclodes oustaleti baeckstroemii): ave passeriforme endémica de la isla Alejandro Selkirk. Está en peligro de extinción, los incendios y el sobrepastoreo por cabras son sus principales amenazas.
- Neque (Asio flammeus): especie nativa. Es un ave rapaz, pariente de las lechuzas, que ayuda a controlar la abundante población de conejos y ratas presentes en la isla Robinson Crusoe.
- Picaflor o Tinguerita o Tíngara (Sephanoides sephaniodes): especie de colibrí que emigra desde el continente hasta el archipiélago; se alimenta de las mismas flores que el picaflor rojo pero es de menor tamaño.
- Picaflor de Juan Fernández (Sephanoides fernandensis): esta es la especie más característica del archipiélago, se trata de un colibrí endémico que recibe el nombre debido al plumaje rojo que presenta el macho, aunque la hembra es verde. Su población actual se estima en no más de 400 ejemplares, por lo que se considera en peligro de extinción.
- Rayadito de Masafuera (Aphrastura masafuerae): endémica de la isla Alejandro Selkirk. Vive en zonas sobre los 800 m s. n. m., con una cobertura de árboles y helechos sobre el 50%. Predominantemente son encontrados dentro de la cobertura vegetal. En grave peligro de extinción, es el ave chilena más amenazada.[15]

### Invertebrados

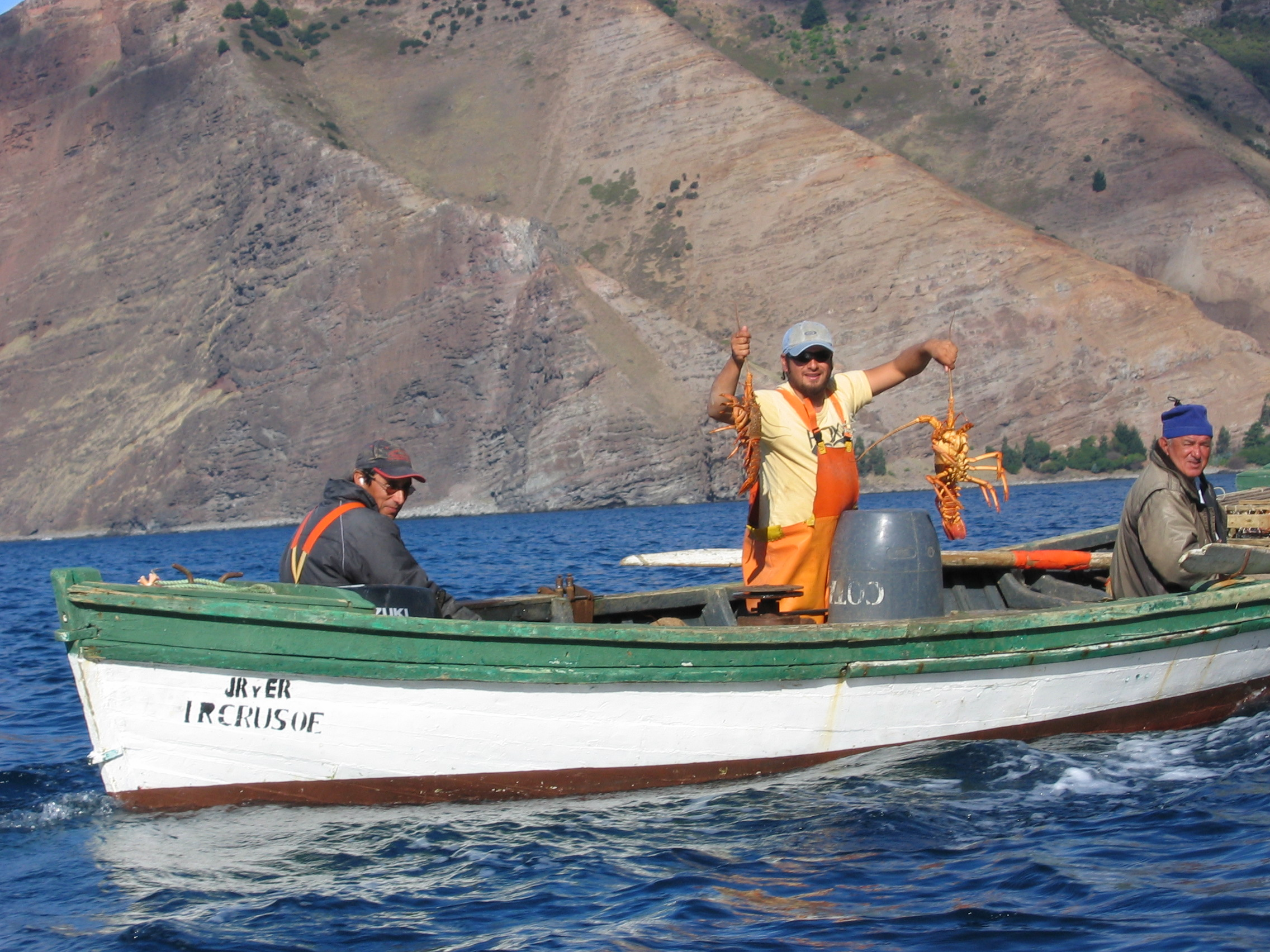
Pesca de langostas de Juan Fernández

- Araña voladora (Selenopidae): desde Chile continental, colonizó el archipiélago hace unos dos millones de años. Se desplaza por corrientes de aire merced a hilos de seda que se comportan como una vela. Darwin documentó su presencia a bordo del HMS Beagle a 100 kilómetros de tierra firme.[16]
- Cangrejo Dorado (Chaceon chilensis): el cangrejo dorado de Juan Fernández es de un color café claro uniforme y de caparazón cuadrangular. La captura de este crustáceo se caracterizó por la presencia casi absoluta de machos, donde sus tallas variaron entre 84 a 147 mm de longitud céfalo torácica, con un peso promedio de 863 g.
- Jaiba corredora (Leptograpsus variegatus): se le puede encontrar en rocas donde consume algas microscópicas que colecta con sus pinzas en forma alternada.
- Langosta de Juan Fernández (Jasus frontalis): es el principal recurso económico de este archipiélago. Este crustáceo habita principalmente en fondos rocosos, en especial en cuevas naturales, donde se oculta para evitar las corrientes. Debido a su sobreexplotación y a su lento desarrollo para llegar a adulto (6 años aproximadamente), su captura se encuentra sometida a restricciones.[17]
- Loco de Juan Fernández (Concholepas concholepas fernandezianus): es una subespecie del loco continental. Se distribuye aproximadamente hasta los 15 metros de profundidad entre las algas, preferentemente en la zona suroeste de la isla.

### Mamíferos

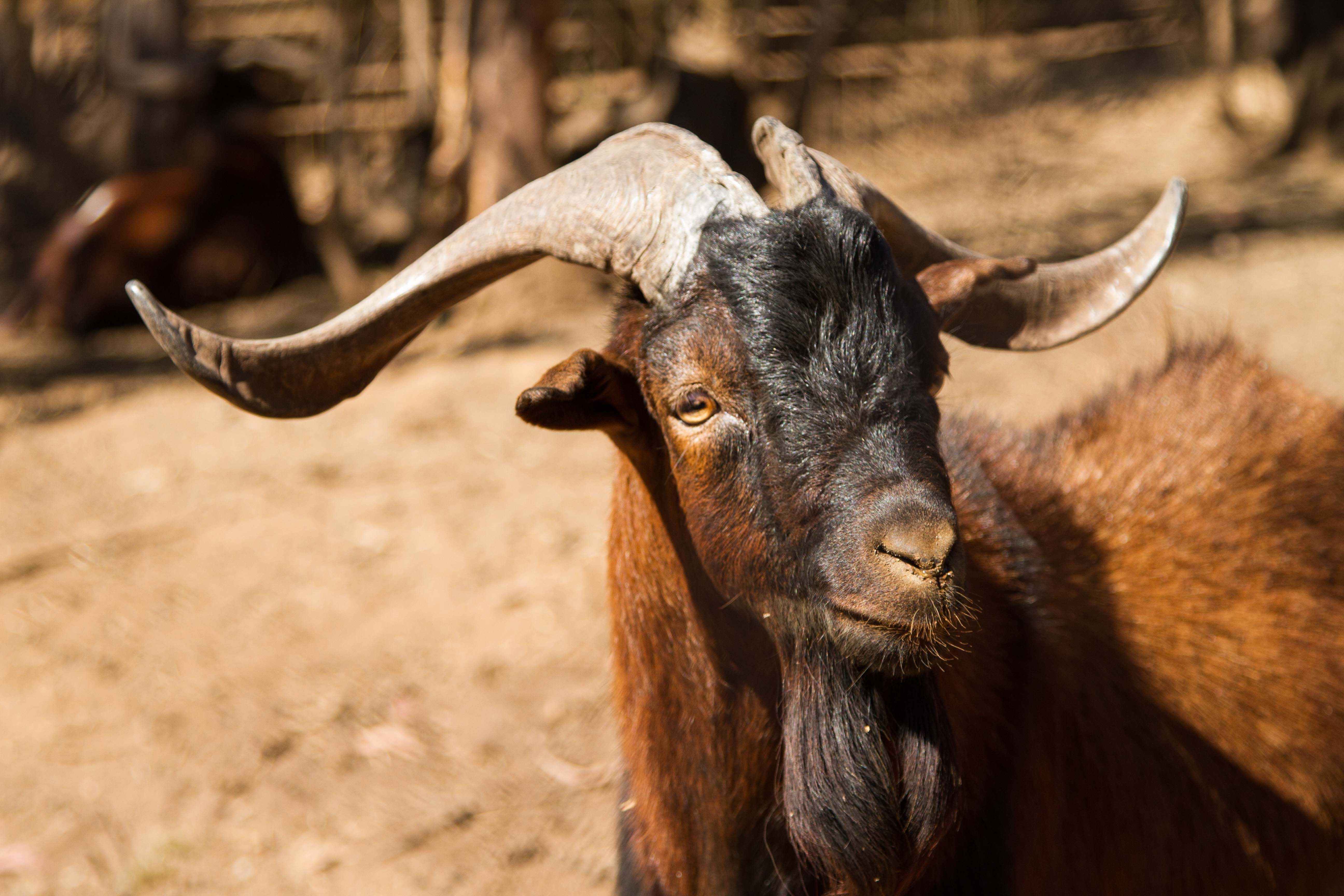
Cabra de Juan Fernández.

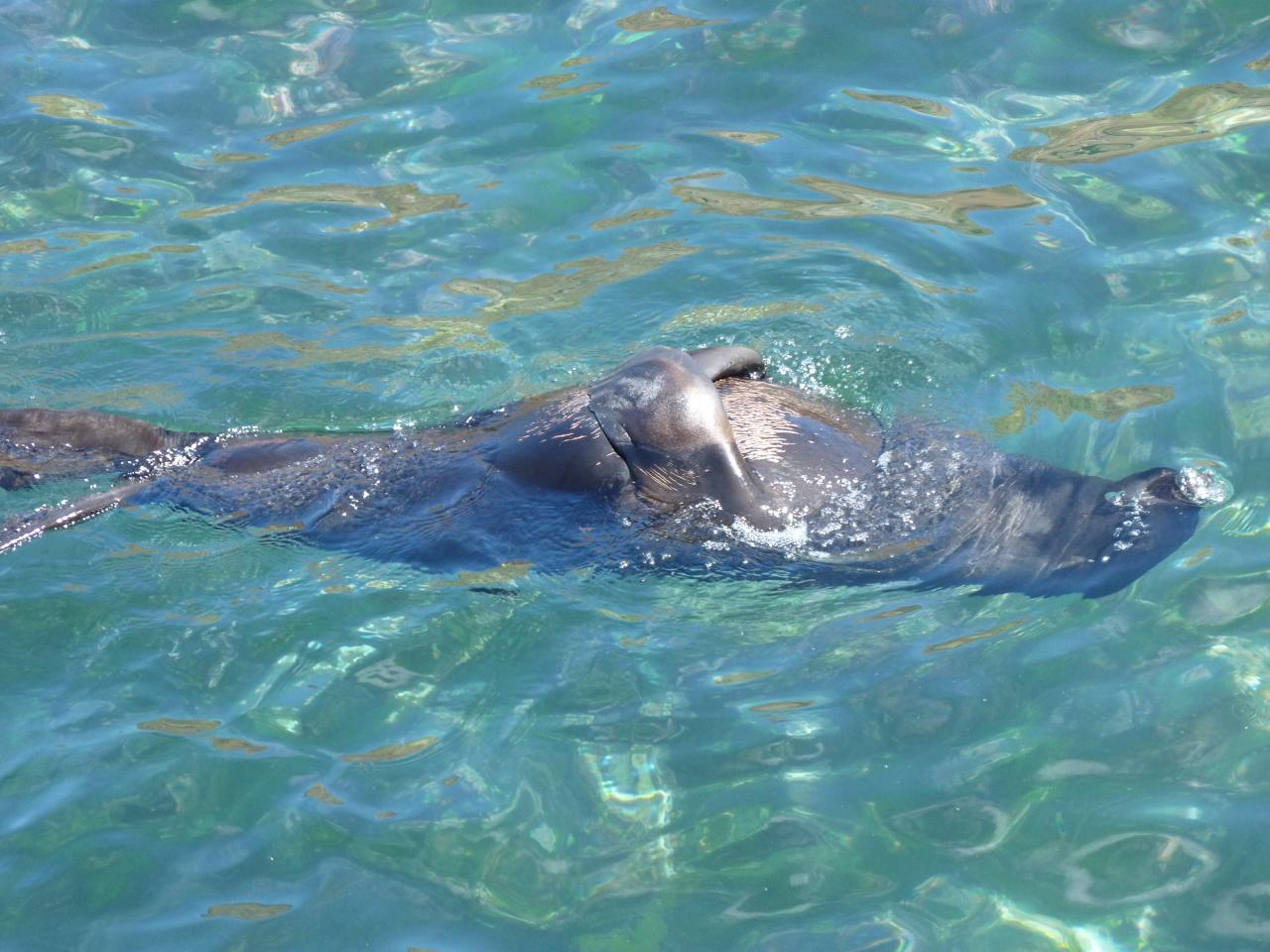
Lobo fino de Juan Fernández.

- Cabra de Juan Fernández (Capra aegagrus hircus): esta especie introducida proviene de Europa y se encuentra en libertad en el archipiélago; debido a esto, la evolución originó cabras marrones con una cruz negra en el espinazo.
- Lobo fino de Juan Fernández o Lobo de mar de dos pelos (Arctophoca philippii philippii): es el único mamífero endémico de Juan Fernández. Aunque antes había una población de 5 millones, ahora se estima que su población ronda los 60 000 ejemplares. Como en otras especies de lobos marinos, en las colonias de estos, un macho dominante controla un harén de hembras.

## Turismo
Entre 1704 y 1709, en la isla Robinson Crusoe vivió el marino escocés Alejandro Selkirk, quien inspiró la novela Robinson Crusoe de Daniel Defoe,  si bien la acción de la novela no ocurre en la ubicación real de la peripecia de Selkirk, sino en una isla situada en las cercanías de las bocas del río Orinoco. En la actualidad, se indica al visitante que vea la cueva donde supuestamente vivió Selkirk. Tal fue la razón del cambio de nombre de las dos principales islas en 1966: la isla de Más a Tierra fue rebautizada como Robinson Crusoe y la de Más Afuera como Alejandro Selkirk.